# Mesovelia amoena
Mesovelia amoena är en insektsart som beskrevs av Philip Reese Uhler 1894. Mesovelia amoena ingår i släktet Mesovelia och familjen vattenspringare. Inga underarter finns listade i Catalogue of Life.